# Émile Doumergue
Pour les articles homonymes, voir Doumergue.
Émile Doumergue est pasteur et théologien français, né le 25 novembre 1844 à Nîmes et mort le 14 février 1937 à Montauban. Il est professeur d'histoire de l'Église à la faculté de théologie protestante de Montauban et doyen (1906-1919).

## Biographie

### Premières années et début de carrière
Élie Émile Doumergue, est le fils du pasteur Jean-Louis Doumergue (1818-1901) et de sa première épouse, Marie Bruguière, il est le demi-frère de Paul Doumergue, pasteur et cofondateur de la revue Foi & Vie en 1898. Il mène à la faculté de théologie de Genève en 1865-1868, fait un séjour à Berlin, et achève ses études à la faculté de théologie protestante de Montauban, où il soutient en 1869 sa thèse de baccalauréat en théologie sur le positivisme et la morale indépendante. Il commence sa carrière pastorale à Paris comme pasteur auxiliaire et aumônier des écoles municipales supérieures. Il s'affirme rapidement comme un théologien « évangélique », dont la personnalité comme les idées suscitent un fort rejet parmi les protestants libéraux. Il épouse Marie Bindewald.

### Fonctions principales
De 1872 à 1878, Émile Doumergue est rédacteur de l'hebdomadaire Le Christianisme au XIXe siècle, créé en 1872 par les protestants « évangéliques » de Paris ; il continue jusqu’à sa mort à contribuer à ce journal. Simultanément il prépare et soutient en 1871 sa thèse de licence en théologie, « 
Un chapitre d'apologétique chrétienne au dix-neuvième siècle », puis sa thèse de doctorat, intitulée « Un nouveau chapitre d'apologétique chrétienne au XIXe siècle, le sentiment moral». 
Il est nommé professeur d'histoire ecclésiastique à la faculté de théologie de Montauban en 1880, malgré l'opposition des protestants libéraux, il en est le doyen de 1907 jusqu'à sa retraite en 1919. Il reste actif dans le protestantisme français au-delà de sa retraite, prenant notamment position lors des discussions préalables des années 1934 à 1936, contre la réunification des églises réformées au sein de ce qui deviendra en 1938 l’Église réformée de France.

## Idées

### Théologie
Émile Doumergue est l'un des chefs de file des protestants orthodoxes, dont il défend les positions au sein du protestantisme français, ne reculant pas devant la polémique. En tant qu'enseignant et recteur, il s'intéresse personnellement à ses étudiants et exerce sur eux une profonde influence indépendamment de leur orientation théologique.

### Vision historique du protestantisme
Comme John Viénot dont il est le contemporain, il entend faire mieux connaître l'histoire protestante à ses contemporains à commencer par les protestants eux-mêmes, et plus particulièrement l'histoire de Jean Calvin auquel il consacre un ouvrage monumental (sept volumes publiés entre 1899 et 1927). Il défend la thèse selon laquelle la Réforme protestante française serait indépendante de la Réforme allemande, et que Lefèvre d’Étaples serait authentiquement protestant dès 1512. Il est en cela emporté par le nationalisme ambiant et sans doute soucieux de bien défendre ce protestantisme français, suspecté et parfois attaqué comme étant proche de certaines puissances étrangères. En tous cas, sa thèse est indéfendable aux yeux des historiens actuels.

### Patriotisme
Émile Doumergue participe à l'effort de guerre pendant la Première Guerre mondiale. Outre des écrits, il est chargé, par le comité protestant français de propagande, d'une « mission » aux Pays-Bas  et il a notamment tenté, par des conférences, d'« éclairer les Hollandais sur le bon droit de la France ».

## Publications
- Jean Calvin : les hommes et les choses de son temps, 7 volumes, 1899-1927, lire en ligne

- Livre du recteur 3
- L'Arménie, les massacres et la question d'Orient, Paris, Le cercle des écrits caucasiens, 2007 (1re éd. 1916, Foi et Vie) (ISBN 9782913564206)
- Les démocraties modernes, Paris, Flammarion, coll. « Bibliothèque de philosophie scientifique », 1921

## Distinctions

### Décorations
- Officier de l'Instruction publique [8]
- Chevalier de la Légion d'honneur (1919)[8]

### Récompenses
- Docteur honoris causa de l'université de Genève (1901)[5]
- Docteur honoris causa de l'université d’Édimbourg[8]
- Docteur honoris causa de l'université de St Andrews[8]